# جايرونيلا
بلدية جيرونيلا (بالكاتالانية: Gironella) هي إحدى بلديات مقاطعة برشلونة، والتي تقع في منطقة كاتالونيا، شرق إسبانيا.
يبلغ عدد سكانها 4.844 نسمة وفقاً لإحصائية سنة (2007).